# Nitrato de estroncio
El nitrato de estroncio es un compuesto inorgánico con la fórmula Sr(NO3)2. Este sólido incoloro se utiliza como colorante rojo en pirotécnicos y también se utiliza como oxidante.

## Preparación

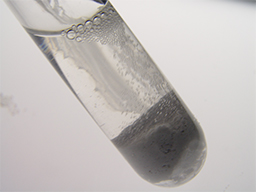
La reacción de ácido nítrico y carbonato de estroncio para formar nitrato de estroncio.

El nitrato de estroncio se genera típicamente mediante la reacción del ácido nítrico con el carbonato de estroncio.
2 HNO3  +  SrCO3  → Sr(NO3)2 + H2O + CO2

## Usos
Al igual que muchas otras sales de estroncio, el nitrato de estroncio se utiliza para producir una intensa llama roja en fuegos artificiales y bengalas. Las propiedades oxidantes de esta sal son ventajosos en tales aplicaciones.

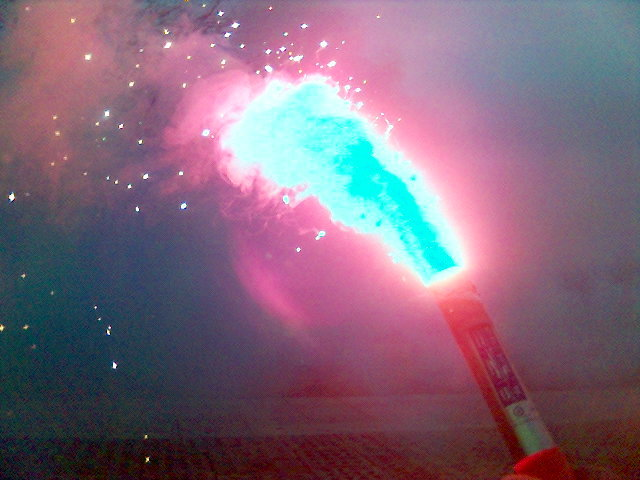
Bengala compuesta de nitrato de estroncio y cloruro de bario.